# Hucking (Adelsgeschlecht)

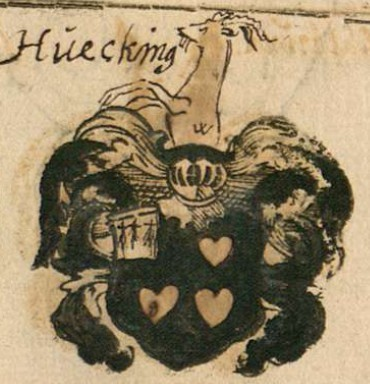
Wappen derer von Hucking

Hucking (auch: Hoeckinck (von Mülfort), Hocking, Hueckinck oder Hücking) ist der Name eines jülich-bergischen Adelsgeschlechts. Ein Zweig des Geschlechts der Herren von Hucking siedelte Ende des 15. Jahrhunderts auf das Baltikum über und führt bis in die heutige Zeit den Namen Heyking.

## Namensgebung
Während Anton Fahne als Herkunft der Herren von Hucking  den niederrheinischen Ort Huckingen vermutete und ihm andere folgten, kommt die neuere Forschung zu dem Ergebnis, dass Fahnes unbelegte Vermutung falsch war und die Herren von Hucking keine Verbindung zum Ort Huckingen hatten. Der Namensursprung ist demnach offen.

## Geschichte
Das Geschlecht der Hoeckinck von Mülfort, später nach dem Besitz im historischen Kreis Gemünd von Buir genannt, trat mit dem Ritter Conradus dictus Hukinc am 10. August 1303 erstmals urkundlich auf. Die Heyking-Linie tritt zwischen 1490 und 1500 mit Wilhelm Heyking in Kurland auf, wo sich Wilhelms Nachkommen als aus Jülich und aus dem Hause Buir stammend bezeichneten. In der niederrheinischen Stammlinie starb das Geschlecht am 31. Oktober 1757 mit Johann Bertram Ferdinand Freiherr von Hucking, Herr auf Haus Bechhausen in Bechhausen (Leichlingen), aus.
In der Kirche von Witzhelden findet sich bis heute das Totenschild des Henrich von Hucking zu Bechhausen († 4. November 1693).

## Wappen
Die Blasonierung des Stammwappens derer von Hucking lautet: In schwarzem Schild mit silberner Vierung, darin drei (2:1) Hermelinschwänze, drei (1:2) goldene Seeblätter. Auf dem Helm ein silberner Bocksrumpf. Die Helmdecke in Schwarz-Silbern. 
Der nach Kurland ausgewanderte Zweig Heyking nahm ein neues Wappen an.